# Čermná (ort i Tjeckien, lat 50,55, long 15,77)
Čermná är en ort i Tjeckien. Den ligger i den nordöstra delen av landet, 110 km nordost om huvudstaden Prag. Čermná ligger 391 meter över havet och antalet invånare är 366.
Terrängen runt Čermná är kuperad åt sydost, men åt nordväst är den platt. Runt Čermná är det ganska tätbefolkat, med 239 invånare per kvadratkilometer. Närmaste större samhälle är Trutnov, 10,2 km öster om Čermná. Omgivningarna runt Čermná är en mosaik av jordbruksmark och naturlig växtlighet.